# Louis Lindholm
Louis Eberhard Lindholm, född 3 februari 1917 i Vollsjö socken, Malmöhus län, död 29 april 1999 i Rodes, Frankrike, var en svensk konstnär och tecknare.
Han var son till målarmästaren Fritz Linus Lindholm och Ada Maria Jern och från 1948 gift med Iris Lövin. Lindholm studerade för Otte Sköld vid Konsthögskolan i Stockholm 1934–1940 där han tilldelades Carl Larssons stipendium 1938. Periodvis under 1946 och 1947 studerade han konst i Paris och södra Frankrike. Han debuterade i en utställning på Gummesons konsthall i Stockholm 1945 och han medverkade i samlingsutställningar med Östgöta konstförening, en retrospektiv utställning visades på Konstakademien 1966. Bland hans offentliga arbeten märks den abstrakta målningen i Västerås folkets park och utsmyckningar i Sandviken och Borås. Hans konst består av en bred motivbas i olja, akvarell, gouache samt teckningar. Som illustratör illustrerade han Axel Liffners Utsikt. Lindholm är representerad vid Nationalmuseum, Moderna museet i Stockholm, Göteborgs konstmuseum, Eskilstuna konstmuseum, Linköpings museum, Skissernas museum i Lund, Ystads konstmuseum. Han är gravsatt i Simrishamns minneslund.